# Konin
Konin este un municipiu în Polonia.